# Dolna Ribnița
Dolna Ribnița (în bulgară Долна Рибница) este un sat în Obștina Petrici, Regiunea Blagoevgrad, Bulgaria.

## Demografie
Componența etnică a satului Dolna Ribnița
     Bulgari (82,27%)
     Nicio identificare (16,34%)
     Altele (1,38%)
La recensământul din 2011, populația satului Dolna Ribnița era de 361 locuitori. Din punct de vedere etnic, majoritatea locuitorilor (82,27%) erau bulgari. Pentru 16,34% din locuitori nu este cunoscută apartenența etnică.